# Félix de Braga
Félix fue un eclesiástico hispano de finales del siglo VII, obispo de Oporto y de Braga en tiempos del rey Égica. 
Fue consagrado obispo de Oporto después de 688, pues en el XV Concilio de Toledo celebrado este año suscribió su antecesor Froarico.
En el año 693, cuando el obispo Sisberto de Toledo fue depuesto de su episcopado por haber conspirado contra el rey, el XVI Concilio de Toledo dispuso que le sustituyera Félix de Sevilla; la diócesis hispalense se concedió al obispo Faustino, que hasta entonces lo había sido de Braga, y Félix de Oporto fue promovido a ésta, quedando vacante la sede portucalense. Simultáneamente con la diócesis bracarense recibió la administración de la de Dumio, que sólo abarcaba el monasterio del mismo nombre situado en la provincia eclesiástica de Braga.

## Leyenda
En la recopilación de todos los concilios de España que llevó a cabo García Loaysa y Girón en su Collectio conciliorum Hispaniæ de finales del siglo XVI se menciona a Félix como obispo simultáneamente de Braga y Oporto, en lo que parece fue un error de sus copistas, pues iba contra el derecho canónico el que un único obispo presidiera dos diócesis.
Más grave fue la deliberada confusión que en la identidad de este obispo introdujo el conocido falsario Jerónimo Román de la Higuera, que en el cronicón atribuido al arcipreste Juliano de Santa Justa le mencionó como Torcuato Félix, añadiendo a su historia que antes de ocupar la sede de Oporto había presidido la de Iria, y que tras la invasión musulmana de la península ibérica, en el año 724 Félix había sido martirizado por las huestes de Musa ibn Nusair junto con otros 27 religiosos cerca de Guimaraes. 
Copiando esta versión, varios autores repitieron la historia como cierta, 
aunque su falsedad quedó posteriormente demostrada: Higuera había construido su personaje mezclando en una sola persona al obispo Félix del siglo VII con el mártir Torcuato, varios siglos anterior.
| Predecesor: Froarico | Obispo de Oporto Después de 688 – 693 | Sucesor: Sede vacante |
| Predecesor: Faustino | Obispo de Braga 693 – ?               | Sucesor: ?            |